# John Fisher (bisschop)
John Fisher (Beverley, Yorkshire, Engeland, 1459 of 1469 -  22 juni 1535) was een Engels bisschop, kardinaal en martelaar.
John Fisher werd opgeleid aan de kathedraalschool van Rochester en aan de Universiteit van Cambridge. Hij bleek een briljant student en werd in 1497 benoemd tot Master van Michaelhouse College. In datzelfde jaar werd hij biechtvader van Margaret Beaufort, de moeder van  Hendrik VII. In 1504 werd hij verkozen tot chancellor van de universiteit. In deze functie werd hij diverse keren herbenoemd en uiteindelijk werd hij voor het leven benoemd. Hij was een van de oprichters van het St John's College.
In hetzelfde jaar werd hij bisschop van Rochester.
Fisher zette zich volledig in voor de handhaving en verbetering van de standaard van zijn universiteit en slaagde erin befaamde geleerden aan te trekken, onder wie Erasmus.
John Fisher was niet blind voor sommige misstanden in de Rooms-Katholieke Kerk en kreeg daarbij te maken met de zich in die tijd aandienende reformatie van de kerk onder invloed van onder meer Hendrik VIII. In zijn geschriften hield hij staande dat de Kerk zichzelf zou kunnen hervormen, zonder bemoeienis van de staat. Als biechtvader van Catharina van Aragon protesteerde hij hevig tegen Hendriks plannen om van haar te scheiden. Hierdoor raakte hij in een hevig conflict met de koning verwikkeld en weigerde de Act of Supremacy te aanvaarden, waarbij de koning werd aangemerkt als het hoofd van de Engelse staatskerk, de Anglicaanse Kerk. Daarop werd hij gevangengezet in de Tower of London en zijn bezittingen werden verbeurdverklaard. Fisher bleef contacten onderhouden met de door de koning verbannen koningin Catharina en toen door kanselier Cromwell een brief van zijn hand aan de Duitse keizer werd onderschept waarin hij deze opriep Engeland aan te vallen om de koningin in haar rechten te herstellen en de belangen van de Rooms-Katholieke Kerk te verdedigen, was zijn lot bezegeld. Toen hij in mei 1535 door paus Paulus III tot kardinaal werd benoemd, wakkerde dit de woede van Hendrik VIII alleen maar aan en een maand later werd Fisher onthoofd op Tower Hill wegens landverraad. 
In 1935 werd hij door paus Pius XI samen met Thomas More heilig verklaard.